# Javier Jáuregui (boxe anglaise)
Pour les articles homonymes, voir Jauregui.
Javier Jáuregui est un boxeur mexicain né le 5 septembre 1973 à Guadalajara et mort le 11 décembre 2013.

## Carrière
Passé professionnel en 1988, il devient champion du Mexique des poids plumes entre 1994 et 1997 puis remporte le titre vacant de champion du monde des poids légers IBF le 22 novembre 2003 après sa victoire par arrêt de l'arbitre au 11e round face à Leavander Johnson. Jauregui perd sa ceinture dès le combat suivant contre son compatriote Julio Diaz le 13 mai 2004. Éphémère champion d'Amérique du Nord NABF des poids légers en 2008, il met un terme à sa carrière en 2010 sur un bilan de 53 victoires, 17 défaites et 2 matchs nuls.